# Franco Luambo
François Luambo Makiadi (6. juli 1938 – 12. oktober 1989) var en særdeles fremtrædende afrikansk kunstner indenfor congolesisk og afrikansk musik i det 20. århundrede. Han blev specielt kendt for sin afrikanske rumba og fik på grund af sit guitarspil kælenavnet "Sorcerer of the Guitar". Han er grundlægger af gruppen OK Jazz.
Hans guitarspil var inspireret af mbira-musikken, hvor flere melodier væves sammen til en helhed, også kaldet interlocking. Hans tekster var svært politiske og han blev flere gange fængslet. Stridighederne med de congolesiske myndigheder øgede blot hans popularitet, hvilket bevirkede at myndighederne lod ham optræde og udgive sin musik omtrent som han ville, fordi de frygtede optøjer, dersom de arresterede eller henrettede ham. 
Da Luambo døde i 1989 blev der erklæret fire dages landesorg i Congo og radiostationerne spillede kun hans musik.

## Eksterne links
- World Music Legends Arkiveret 28. september 2007 hos  Wayback Machine

1. ↑  Navnet er anført på engelsk og stammer fra Wikidata hvor navnet endnu ikke findes på dansk.